# بیلی بلی
بیلی بلی (انگلیسی: Billy Bly؛ ۱۵ مه ۱۹۲۰ – ۲۴ مارس ۱۹۸۲) بازیکن فوتبال اهل بریتانیا بود.
از باشگاه‌هایی که در آن بازی کرده‌است می‌توان به باشگاه فوتبال هال سیتی، باشگاه فوتبال دومبارتون، و باشگاه فوتبال ویموث اشاره کرد.